# Сейсмічність Румунії
Територія Румунії — характеризується підвищеною сейсмічністю.

## Загальна характеристика
Найважливіша епіцентральна сейсмоактивна зона — область Вранча, що розташована на вигині Східних Карпат. У зоні Вранча виділяються зони корових (з глибиною вогнищ до 40—45 км) і проміжних (від 70—80 км до 180—200 км) землетрусів, між якими лежить територія невисокої сейсмічної активності. Площа високосейсмічної областіg — 9000 км², з них 2300 км² припадає на епіцентральну область проміжних землетрусів. Останні характеризуються великою енергією, відчуваються на великих площах Албанії, Болгарії, Угорщини, Греції, Польщі, Молдови, України та колишньої Югославії.
Інтенсивність землетрусів у епіцентральній зоні досягає 9 балів (за шкалою MSK-64), а горизонтальні прискорення 0,3 g (g — прискорення сили тяжіння). Землетруси з осередками, розташованими на глибині 5—15 км, відбуваються через різні проміжки часу вздовж корових розломів і відчуваються на обмежених площах.

## Землетруси в минулі століття
Протягом XX ст. у зоні Вранча сталося 30 дуже сильних землетрусів з магнітудою до 6,5 бала. Землетруси з магнітудою 7,0 балів, які мали катастрофічні наслідки, сталися 10 листопада 1940 року та 4 березня 1977 року (відповідно).

## Землетруси XXI століття
Найсильніший землетрус, зафіксований у Румунії за останні 30 років, стався 27 жовтня 2004 року й мав магнітуду 6,0 балів за шкалою Ріхтера.

### 2023
13 лютого, в Румунії стався помірний (за шкалою інтенсивності МSK-64) землетрус магнітудою 5,2 бала (за шкалою Ріхтера). Згідно з повідомленням румунських інформаційних агентств, землетрус стався в західній частині Румунії о 16:58 за місцевим часом на глибині 15 км, його магнітуда становила — 5,2 бала (за шкалою Ріхтера). Землетрус відчували також у Сербії та Болгарії. За уточненою інформацією Європейського середземноморського сейсмологічного центру (EMSC), землетрус був силою в 5,3 бала (за шкалою Ріхтера). Епіцентр землетрусу був у Крайові, за 12 км на північний захід від міста Тиргу-Жіу (румунська провінція Валахія), гіпоцентр залягав на глибині близько 8 км.
14 лютого, на південному заході Румунії в повіті Горж стався сильно помірний (за шкалою інтенсивності МSK-64) землетрус магнітудою 5,7 бала (за шкалою Ріхтера). Землетрус стався в районі Олтенії на південному заході країни й відчувався також у Бухаресті. Після землетрусу сталося два повторних підземних поштовхи магнітудою 3,4 і 3,5 бала (за шкалою Ріхтера). Останній афтершок стався о 18:23 (за місцевим часом), з магнітудою 2,4 бала (за шкалою Ріхтера).
22 лютого, близько 09:00 (за місцевим часом), у Румунії стався сильно відчутний (за шкалою інтенсивності МSK-64) землетрус магнітудою 4,1 бала (за шкалою Ріхтера). Згідно з заявою румунського Національного інституту досліджень і розробок у галузі фізики Землі, епіцентр землетрусу розташовувався на глибині близько 108 км на території Горж, що на південному заході країни біля кордону з Сербією.
12 березня, о 13:49 (за місцевим часом), у Румунії стався сильно відчутний (за шкалою інтенсивності МSK-64) землетрус магнітудою 4,2 бала (за шкалою Ріхтера). Згідно з повідомленням Європейсько-середземноморського сейсмологічного центру (EMSC), епіцентр землетрусу розташовувався за 58 км від міста Брашова і за 15 км від міста Нехою. Осередок залягав на глибині 139 км. Зазначається, що в Румунії приблизно за годину знову відчули землетрус, але не такий сильний, його магнітуда становила 2,4 бала (за шкалою Ріхтера). Епіцентр повторних підземних поштовхів розташовувався за 62 км від міста Дробета-Турну-Северин і за 9 км від міста Тісмана. Осередок гіпоцентру залягав на глибині 15 км. За повідомленням румунських джерел, за 6 годин в Румунії сталось одразу три землетруси.
6 червня, ввечері, поблизу міста Арад на заході Румунії, зареєстровано помірний (за шкалою інтенсивності МSK-64) землетрус магнітудою 5,3 бала (за шкалою Ріхтера). Згідно з повідомленням румунського Національного інституту досліджень і розробок у галузі фізики Землі, епіцентр землетрусу зафіксовано за 24 км на схід від Арада на глибині 6,4 км. Поштовхи відчули також жителі інших великих румунських міст — Тімішоари, Бекешчаби та Решиці. Землетрус супроводжувався афтершоком магнітудою 3,1 бала (за шкалою Ріхтера). До значних руйнувань землетрус не призвів, але в соцмережах деякі жителі Арада скаржились на падіння ліпнини й цегли з будинків, що своєю чергою спричинило пошкодження кількох припаркованих автомобілів. Землетрус став одним із найпотужніших, зафіксованих у Румунії в той рік.
25 жовтня, о 06:25 (за місцевим часом), в Румунії було зафіксовано сильно відчутний (за шкалою інтенсивності МSK-64) землетрус магнітудою 4,2 балів (за шкалою Ріхтера). Його епіцентр знаходився в районі гір Вранча на глибині 116 км.
26 листопада, о 05:38 (за місцевим часом), на захід від села Нережу-Мік у повіті Вранча стався сильно відчутний (за шкалою інтенсивності МSK-64) землетрус магнітудою 4,2 балів (за шкалою Ріхтера). За посиланням на Геологічну службу США (USGS), його епіцентр залягав на глибині 146,6 км.
В ніч на 4 грудня, о 00:05 (за Гринвічем), в сейсмічній зоні Вранча на території Румунії стався помірний (за шкалою інтенсивності МSK-64) землетрус магнітудою 4,8 балів (за шкалою Ріхтера). За повідомленням румунського Національного інституту досліджень і розробок у галузі фізики Землі, землетрус стався за 54 км від міста Бузеу. Підземні поштовхи відчувались у містах Сфинту-Георге, Фокшани, Бузеу, Брашов та Плоєшті. Згідно з повідомленнями деяких румунських ЗМІ, землетрус також відчули й у Бухаресті, а також в Одеській області (Україна) та Подунав'ї. Інформації щодо пошкоджень або постраждалих внаслідок землетрусу — не надходило.
24 грудня, о 08:06 (за київським часом), в Румунії в районі гір Вранча зафіксували сильно відчутний (за шкалою інтенсивності МSK-64) землетрус магнітудою 4,0 балів (за шкалою Ріхтера). За повідомленням Головного центру спеціального контролю (ГЦСК) ДКАУ, джерело землетрусу знаходилося на території Румунії, за 110 км від кордону з Україною, на глибині 103 км.

### 2024
15 січня, о 11:01:48 (за київським часом), в Румунії в районі гір Вранча зафіксували сильно відчутний (за шкалою інтенсивності МSK-64) землетрус магнітудою 4,3 балів (за шкалою Ріхтера). За повідомленням Головного центру спеціального контролю (ГЦСК) ДКАУ, джерело землетрусу знаходилося на території Румунії, за 130 км від кордону з Україною, на глибині 80 км.
14 квітня, о 10:02 (за місцевим часом), у сейсмічній зоні Вранча в Румунії стався відчутний (за шкалою інтенсивності МSK-64) землетрус магнітудою 3,9 балів (за шкалою Ріхтера). Згідно повідомлення Румунського національного науково-дослідного інституту фізики Землі, землетрус стався в районі поміж наступних міст: за 31 км від Фоксані, за 71 км від Бузау та за 79 км від Сфанту-Георге.
24 квітня, о 03:00:03 (за місцевим часом), у сейсмічній зоні Вранча в Румунії стався відчутний (за шкалою інтенсивності МSK-64) землетрус магнітудою 3,2 балів (за шкалою Ріхтера). Згідно повідомлення Головного центру спеціального контролю (ГЦСК) ДКАУ, землетрус стався за 100 км від кордону з Україною, на глибині 67 км.
7 травня, о 18:32:23 (за місцевим часом), у сейсмічній зоні Вранча в Румунії було зафіксовано три землетруси. Згідно повідомлення Румунського національного науково-дослідного інституту фізики Землі, найсильніший з трьох землетрусів стався в районі Бузеу, його епіцентр був на відстані близько 120 км від міста Рені (Україна). Магнітуда поштовхів становила 4,1 балів (за шкалою Ріхтера). Поштовхи також відчули мешканці Ізмаїльського району Одеської області. Також поштовхи у 2,6 балів були відчутні о 23:37 (за місцевим часом), поблизу Марамуреша, Сфинту-Георге та Фокшан. Третій землетрус було зареєстровано на відстані 90 км від кордонів з Одеською областю.
22 травня, о 12:53:37 (за київським часом), у сейсмічній зоні Вранча в Румунії було зафіксовано сильно відчутний (за шкалою інтенсивності МSK-64) землетрус магнітудою 4,2 балів (за шкалою Ріхтера). Епіцентр землетрусу знаходився на території Румунії, в районі гір Вранча, на відстані 134 км від кордону з Україною, з гіпоцентром на глибині 95 км.
27 червня, о 08:15 (за київським часом), у сейсмічній зоні Вранча в Румунії було зафіксовано ледве відчутний (за шкалою інтенсивності МSK-64) землетрус магнітудою 2,6 балів (за шкалою Ріхтера). Епіцентр землетрусу знаходився в районі гір Вранча, на відстані 26 км на південь від міст Фокшани, 42 км на північний схід від Бузеу, 70 км на захід від Браїли, 71 км на захід від Галаца та 94 км на південний захід від Барлада.
12 липня в Румунії стався відчутний (за шкалою інтенсивності МSK-64) землетрус магнітудою 3,9 балів (за шкалою Ріхтера). За даними Головного центру спеціального контролю (ГЦСК) ДКАУ, епіцентр землетрусу знаходився на території Румунії, всього за 20 км від кордону з Україною, гіпоцентр землетрусу залягав на глибині 26 км.
1 серпня, о 15:09 (за місцевим часом), у сейсмічній зоні Вранча в Румунії було зафіксовано сильно відчутний (за шкалою інтенсивності МSK-64) землетрус магнітудою 4,1 балів (за шкалою Ріхтера). Епіцентр землетрусу знаходився в районі гір Вранча, на відстані 5 км від населеного пункту Нереджу Мік та за 7 км від Нереджу, відповідно гіпоцентр землетрусу залягав на глибині 112 км.
16 вересня, о 17:40:22 (за київським часом), у сейсмічній зоні Вранча в Румунії було зафіксовано помірний (за шкалою інтенсивності МSK-64) землетрус магнітудою 5,4 балів (за шкалою Ріхтера). Епіцентр землетрусу знаходився в районі гір Вранча, на відстані 130 км від кордону з Україною, з гіпоцентром на глибині 128 км.
4 жовтня, о 06:19:28 (за місцевим часом), у сейсмічній зоні Вранча в Румунії було зафіксовано сильно відчутний (за шкалою інтенсивності МSK-64) землетрус магнітудою 4,1 балів (за шкалою Ріхтера). За даними Європейсько-середземноморського сейсмологічного центру (EMSC), епіцентр землетрусу знаходився за 44 км на захід від міста Фокшани, 58 км на північ від Бузеу, 69 км на схід від Сфинту-Георге, 79 км на схід від Брашова та 91 км на північний схід від Плоєшті. Гіпоцентр землетрусу залягав на глибині 103,8 км. Підземні поштовхи були також відчутні поблизу Ізмаїльського району Одеської області.
24 листопада, у сейсмоактивній зоні Вранча в Румунії сталися два землетруси середньої потужності. Перші поштовхи сильно відчутного (за шкалою інтенсивності МSK-64) землетрусу магнітудою 4,1 балів (за шкалою Ріхтера) були зафіксовані о 07:16 (за місцевим часом), а другий відчутний (за шкалою інтенсивності МSK-64) землетрус магнітудою 3,5 балів (за шкалою Ріхтера) стався о 08:43 (за місцевим часом). Гіпоцентр першого землетрусу мав глибину 128 км, другий менш потужний землетрус стався на глибині — 64,5 км. Національний інститут вивчення фізики Землі (INCDFP) Румунії підтвердив, що обидва землетруси не спричинили руйнувань або жертв.

### 2025
13 лютого, о 22:44:57 (за місцевим часом), у сейсмічній зоні Вранча в Румунії, поблизу міста Бузеу, стався сильно відчутний (за шкалою інтенсивності МSK-64) землетрус магнітудою 4,3 балів (за шкалою Ріхтера). Епіцентр землетрусу розташовувався на глибині 119 км. Макросейсмічна інтенсивність склала III балів.
25 лютого, у сейсмічній зоні Вранча в Румунії сталося три землетруси магнітудою від 2,8 до 3,2 балів (за шкалою Ріхтера). Згідно з інформацією, опублікованою Національним інститутом досліджень і розробок з фізики Землі (INCDFP), перший ледве відчутний (за шкалою інтенсивності МSK-64) землетрус магнітудою 2,8 балів стався о 3:21 (за місцевим часом) у повіті Вранча на глибині 77,7 км, неподалік таких міст: 44 км на захід від Фокшани, 65 км на північ від Бузеу, 66 км на схід від Сфинту-Георге, 78 км на схід від Брашова, 97 км на південь від Бакеу, 97 км на північний схід від Плоєшті та 99 км на південний захід від Бирлада. Другий, також ледве відчутний (за шкалою інтенсивності МSK-64) землетрус, магнітудою 2,9 балів (за шкалою Ріхтера) стався о 3:27, також у повіті Вранча, на глибині 74,9 км. Третій, відчутний (за шкалою інтенсивності МSK-64) землетрус, магнітудою 3,2 балів (за шкалою Ріхтера), відбувся о 4:33 у повіті Бузеу. Підземний поштовх зафіксували на глибині 118,1 км поблизу таких міст: 47 км на північний захід від Бузеу, 51 км на захід від Фокшани, 71 км на південний схід від Сфинту-Георге, 76 км на схід від Брашова та 77 км на північний схід від Плоєшті.
24 березня, о 10:14 (за київським часом), у сейсмічній зоні Вранча в Румунії зафіксовано землетрус з макросейсмічною інтенсивність II рівня. Згідно повідомлення румунського Національного інституту досліджень та розробок у галузі фізики Землі, глибина залягання гіпоцентру землетрусу становила 128,1 км.
12 квітня, о 21:20:04 (за київським часом), Головним центром спеціального контролю ДКАУ на території Румунії зафіксовано ледве відчутний (за шкалою інтенсивності МSK-64) землетрус магнітудою 2,8 балів (за шкалою Ріхтера).
21 квітня та на початку доби 22 квітня в Румунії, у зоні Вранча, зафіксували загалом п'ять відчутних (за шкалою інтенсивності МSK-64) землетрусів, які сталися протягом 8 год. Спершу після 16 години було зафіксувано землетрус магнітудою 3,6 балів (за шкалою Ріхтера)  з епіцентром неподалік міста Бузеу, гіпоцентр залягав на глибині 121 км. О 23:15 (за місцевим часом), в районі Вранча зафіксували землетрус магнітудою 3,9 балів (за шкалою Ріхтера), з гіпоцентром на глибині 70 км. За лічені хвилини після того стався ще один землетрус магнітудою 3,3 балів (за шкалою Ріхтера). Після опівночі, о 00:13 і 00:24 (за місцевим часом), в районі Бузеу сталося ще два землетруси магнітудою 3,0 і 2,8 балів (за шкалою Ріхтера) відповідно.
11 травня, о 21:34 (за місцевим часом), в Румунії, у зоні Вранча, стався сильно відчутний (за шкалою інтенсивності МSK-64) землетрус магнітудою 4,6 балів (за шкалою Ріхтера). Згідно повідомлення Національного інституту досліджень і розробок фізики Землі, епіцентр землетрусу знаходився за 49 км на захід від міста Фокшани, за 62 км на схід від Сфинту-Георге, за 64 км на північ від Бузеу, за 73 км на схід від Брашова та за 92 км на північний схід від Плоєшті. Гіпоцентр землетрусу залягав на глибині 140 км. Відлуння землетрусу також відчувалося в Одеській області, поблизу міст Ізмаїла та Рені.
17 травня, о 00:59:14 (за київським часом), в Румунії, у зоні Вранча, стався сильно відчутний (за шкалою інтенсивності МSK-64) землетрус магнітудою 4,2 балів (за шкалою Ріхтера). Епіцентр землетрусу знаходився за 53 км на північний захід від Бузеу, 57 км на захід від Фокшани, 64 км на південний схід від Сфинту-Георге, 68 км на схід від Брашова та за 76 км на північний схід від Плоєшті. Згідно даних Головного центру спеціального контролю ДКАУ, епіцентр землетрусу зафіксовано за 140 км від кордону з Україною, гіпоцентр землетрусу залягав на глибині 136 км. Відлуння землетрусу відчувалося на півдні Одещини, а також у Молдові та Болгарії.